# Семейство Либератрикс
Семейство Либератрикс — небольшое семейство астероидов, расположенное в главном поясе. Семейство названо в честь первого астероида, классифицированного в эту группу — (125) Либератрикс.

## Крупнейшие астероиды этого семейства
| Имя               | Диаметр  | Большая полуось | Наклонение орбиты | Эксцентриситет орбиты | Год открытия |
| ----------------- | -------- | --------------- | ----------------- | --------------------- | ------------ |
| (125) Либератрикс | 43,58 км | 2,742 а. е.     | 4,656 °           | 0,081                 | 1886         |
| (301) Бавария     | 54 км    | 2,726 а. е.     | 4,893 °           | 0,066                 | 1890         |
| (847) Агния       | ?        | 2,782 а. е.     | 2,480 °           | 0,095                 | 1915         |
| (9923) 1981 EB24  | 19,22 км | 2,811 а. е.     | 4,406 °           | 0,072                 | 1981         |
| (9924) 1981 EM24  | 12,9 км  | 2,791 а. е.     | 2,840 °           | 0,102                 | 1981         |